# Павсекакій Синадський
Павсекакій Синадський (? — † 606) — єпископ синадської церкви у Сирії, християнський святий, монах та аскет. Ім'я святого походить від грецьких слів παύω (пауосі) «припиняти, зупиняти» та κακία (какіа) «порок, зло, лихо», тобто дослівно означає «припиняє зло».

## Біографічні відомості
Батьківщиною Святого Павсекакія, єпископа Сінадского, було місто Апамея, що знаходилось в південно-західній Сирії на річці Оронт. Це місто було в давнину головним містом Сирійської області Апам і отримало свою назву від Апам, дружини Селевка I, правителя Сирії.
Народився Павсекакій у родині знатних, благородних і старанних у християнському благочесті батьків. Під час свого виховання, будучи ще в юному віці, він почав вести аскетичне життя: віддавався суворому посту, цілодобовому бдінню, молитвам та іншим суворим подвигам. У віці близько 25 років Павсекакій прийняв чернецтво. Харчуючись тільки невеликою кількістю хліба та водою, Павсекакій досягнув через молитву дару лікування, він почав зціляти тілесні, а разом з тим і душевні недуги.
Минали роки, й чутки про те, що чернець Павсекакій виганяє бісів з біснуватих, повертає зір сліпим, випрямляє скорчених та здійснює інші чудеса дійшли нарешті до Константинопольського Патріарха Киріака (592–606). Патріарх викликав ченця до Константинополя й висвятив його у єпископа, призначивши Павсекакія єпископом у місті Сидані, що на півночі Фригії (нині руїни поблизу Ескіпара — Гассаф).
Святий Павсекакій, ставши єпископом, негайно почав виганяти зі своєї пастви єретики та вільнодумців, а також людей, що, на його думку, вели аморальний спосіб життя і були наполегливі у своїй розбещеності, сприяючи їм таким чином у справі християнського порятунку. Прославившись на цілу Фригію такими ревними турботами за свою паству, святий здійснює подорож до міста Константинополя. Там він зціляє імператора Маврикія від недуги, якою той був одержимий. За зцілення імператор надіслав Павсекакію в єпархію винагороду — близько 70 золотників золота.
Коли преподобний повертався з Константинополя в Сінаду, то, перебуваючи у місті Солоні, він молитвою до Господа вивів із землі джерело води, якою він та його супутники втамували спрагу.
Святий Павсікакій помер своєю смертю у 606 році. Місце поховання чи зберігання його мощей не відомо.

## Свята
У «Житії Святих» день пам'яті святого Павсекакія відзначається 26 травня (за старим стилем 13 травня).